# Rachel Atherton
Rachel Laura Atherton (Wells, 6 dicembre 1987) è una mountain biker britannica, cinque volte campionessa del mondo nella specialità del downhill e sei volte vincitrice della Coppa del mondo di specialità.

## Carriera
Nata in Inghilterra ma residente in Galles, a Llanrhaeadr, è sorella minore di Dan e Gee Atherton, campioni di mountain bike anch'essi.
In carriera si è aggiudicata il titolo mondiale di downhill nel 2008, 2013, 2015, 2016 e 2018; ha inoltre vinto l'argento mondiale di specialità nel 2007, 2011 e 2014, e il bronzo nel 2006.
Ha conquistato anche la vittoria nella classifica finale della coppa del mondo di downhill nel 2008, 2012, 2013, 2015, 2016 (vincendo sette prove su sette) e 2018.

## Palmarès
- 2004

Campionati britannici, Downhill
- 2005

Campionati britannici, Downhill
- 2006

5ª prova Coppa del mondo, Downhill (Balneário Camboriú)
Campionati europei, Downhill
- 2007

5ª prova Coppa del mondo, Downhill (Maribor)
- 2008

Gouveia International Downhill (Gouveia)
2ª prova Coppa del mondo, Downhill (Vallnord)
Campionati del mondo, Downhill
4ª prova Coppa del mondo, Downhill (Mont-Sainte-Anne)
5ª prova Coppa del mondo, Downhill (Bromont)
7ª prova Coppa del mondo, Downhill (Schladming)
Classifica generale Coppa del mondo, Downhill
- 2010

Gouveia International Downhill (Gouveia)
1ª prova Coppa del mondo, Downhill (Maribor)
6ª prova Coppa del mondo, Downhill (Windham)
- 2011

5ª prova Coppa del mondo, Downhill (Windham)
- 2012

prova iXS European Downhill Cup (Monte Tamaro)
prova iXS European Downhill Cup (Leogang)
2ª prova Coppa del mondo, Downhill (Val di Sole)
4ª prova Coppa del mondo, Downhill (Mont-Sainte-Anne)
5ª prova Coppa del mondo, Downhill (Windham)
Campionati britannici, Downhill
6ª prova Coppa del mondo, Downhill (Val d'Isère)
7ª prova Coppa del mondo, Downhill (Hafjell)
Classifica generale Coppa del mondo, Downhill
- 2013

prova British Downhill Series (Innerleithen)
1ª prova Coppa del mondo, Downhill (Fort William)
2ª prova Coppa del mondo, Downhill (Val di Sole)
Campionati britannici, Downhill
3ª prova Coppa del mondo, Downhill (Vallnord)
Campionati del mondo, Downhill
5ª prova Coppa del mondo, Downhill (Hafjell)
- 2014

2ª prova Coppa del mondo, Downhill (Cairns)
Campionati britannici, Downhill
7ª prova Coppa del mondo, Downhill (Méribel)
- 2015

2ª prova British Cycling Downhill Series, Downhill (Fort William)
2ª prova Coppa del mondo, Downhill (Fort William)
3ª prova Coppa del mondo, Downhill (Leogang)
4ª prova Coppa del mondo, Downhill (Lenzerheide)
Campionati britannici, Downhill
5ª prova Coppa del mondo, Downhill (Mont-Sainte-Anne)
6ª prova Coppa del mondo, Downhill (Windham)
7ª prova Coppa del mondo, Downhill (Val di Sole)
Classifica generale Coppa del mondo, Downhill
Campionati del mondo, Downhill
- 2016

1ª prova Coppa del mondo, Downhill (Lourdes)
2ª prova Coppa del mondo, Downhill (Cairns)
3ª prova Coppa del mondo, Downhill (Fort William)
4ª prova Coppa del mondo, Downhill (Leogang)
5ª prova Coppa del mondo, Downhill (Lenzerheide)
Campionati britannici, Downhill
6ª prova Coppa del mondo, Downhill (Mont-Sainte-Anne)
7ª prova Coppa del mondo, Downhill (Vallnord)
Classifica generale Coppa del mondo, Downhill
Campionati del mondo, Downhill
- 2017

1ª prova Coppa del mondo, Downhill (Lourdes)
Campionati britannici, Downhill
- 2018

2ª prova National Downhill Series, Downhill (Fort William)
3ª prova Coppa del mondo, Downhill (Leogang)
Crankworx Les Gets Downhill (Les Gets)
6ª prova Coppa del mondo, Downhill (Mont-Sainte-Anne)
7ª prova Coppa del mondo, Downhill (La Bresse)
Classifica generale Coppa del mondo, Downhill
Campionati del mondo, Downhill
- 2019

2ª prova National Downhill Series, Downhill (Fort William)
2ª prova Coppa del mondo, Downhill (Fort William)
4ª prova Coppa del mondo, Downhill (Vallnord)

## Piazzamenti

### Competizioni mondiali
- Campionati del mondo[2]

Rotorua 2006 - Downhill Elite: 3ª
Fort William 2007 - Downhill Elite: 2ª
Val di Sole 2008 - Downhill Elite: vincitrice
Mont-Sainte-Anne 2010 - Downhill Elite: 7ª
Champéry 2011 - Downhill Elite: 2ª
Leogang 2012 - Downhill Elite: 5ª
Pietermaritzburg 2013 - Downhill Elite: vincitrice
Lillehammer-Hafjell 2014 - Downhill Elite: 2ª
Vallnord 2015 - Downhill Elite: vincitrice
Val di Sole 2016 - Downhill Elite: vincitrice
Cairns 2017 - Downhill Elite: ritirata
Lenzerheide 2018 - Downhill Elite: vincitrice
- Coppa del mondo

2005 - Downhill: 3ª
2006 - Downhill: 3ª
2008 - Downhill: vincitrice
2010 - Downhill: 6ª
2011 - Downhill: 3ª
2012 - Downhill: vincitrice
2013 - Downhill: vincitrice
2014 - Downhill: 2ª
2015 - Downhill: vincitrice
2016 - Downhill: vincitrice
2017 - Downhill: 4ª
2018 - Downhill: vincitrice
2019 - Downhill: 5ª
2022 - Downhill: 19ª